# Alex Cobb
Alexander Miller Cobb (ur. 7 października 1987 w Bostonie) – amerykański baseballista występujący na pozycji miotacza w Baltimore Orioles.

## Przebieg kariery

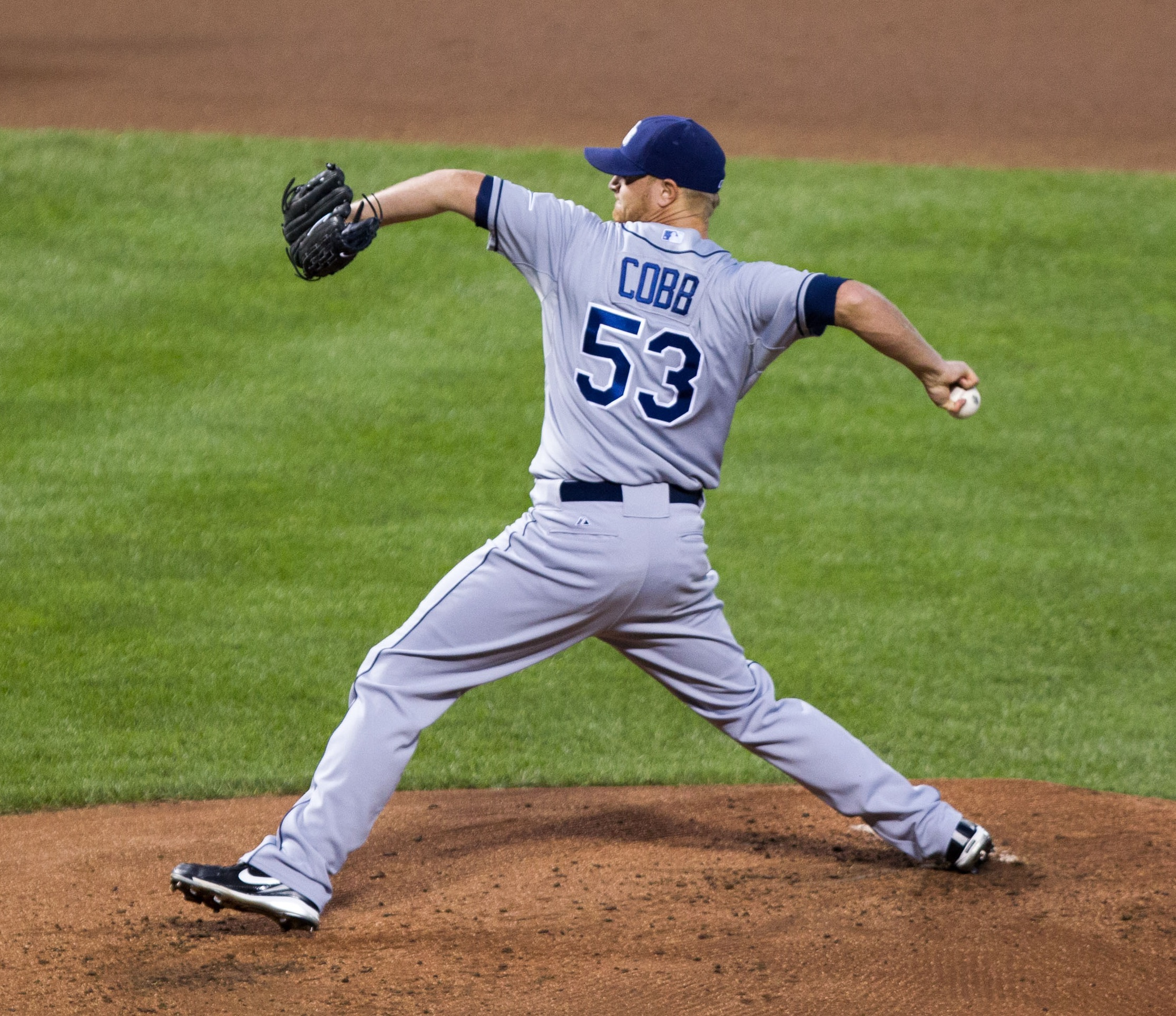
Rzutnik zespołu Tampa Bay Rays, Alex Cobb – Tampa Bay Rays w meczu z Baltimore Orioles, 12 września 2012 roku.

Cobb po ukończeniu szkoły średniej został wybrany w 2006 roku w czwartej rundzie draftu przez Tampa Bay Rays i początkowo występował w klubach farmerskich tego zespołu, między innymi w Durham Bulls, reprezentującym poziom Triple-A. W Major League Baseball zadebiutował 1 maja 2011 w meczu przeciwko Los Angeles Angels of Anaheim. Pierwsze w karierze zwycięstwo zaliczył 7 czerwca 2011 w spotkaniu z Angels.
23 sierpnia 2012 w meczu przeciwko Oakland Athletics rozegrał pełny mecz, w którym zaliczył pierwszy w karierze shutout. 15 czerwca 2013 w spotkaniu z Kansas City Royals został trafiony piłką w głowę przez Erica Hosmera, zniesiony na noszach i przewieziony do szpitala w St. Petersburgu, gdzie stwierdzono wstrząśnienie mózgu, po czym został przesunięty na 7-dniową listę kontuzjowanych. Po raz pierwszy po kontuzji powrócił 15 sierpnia 2013, w meczu przeciwko Seattle Mariners, w którym zanotował zwycięstwo.
21 marca 2018 podpisał czteroletni kontrakt z Baltimore Orioles.